# Bakverk

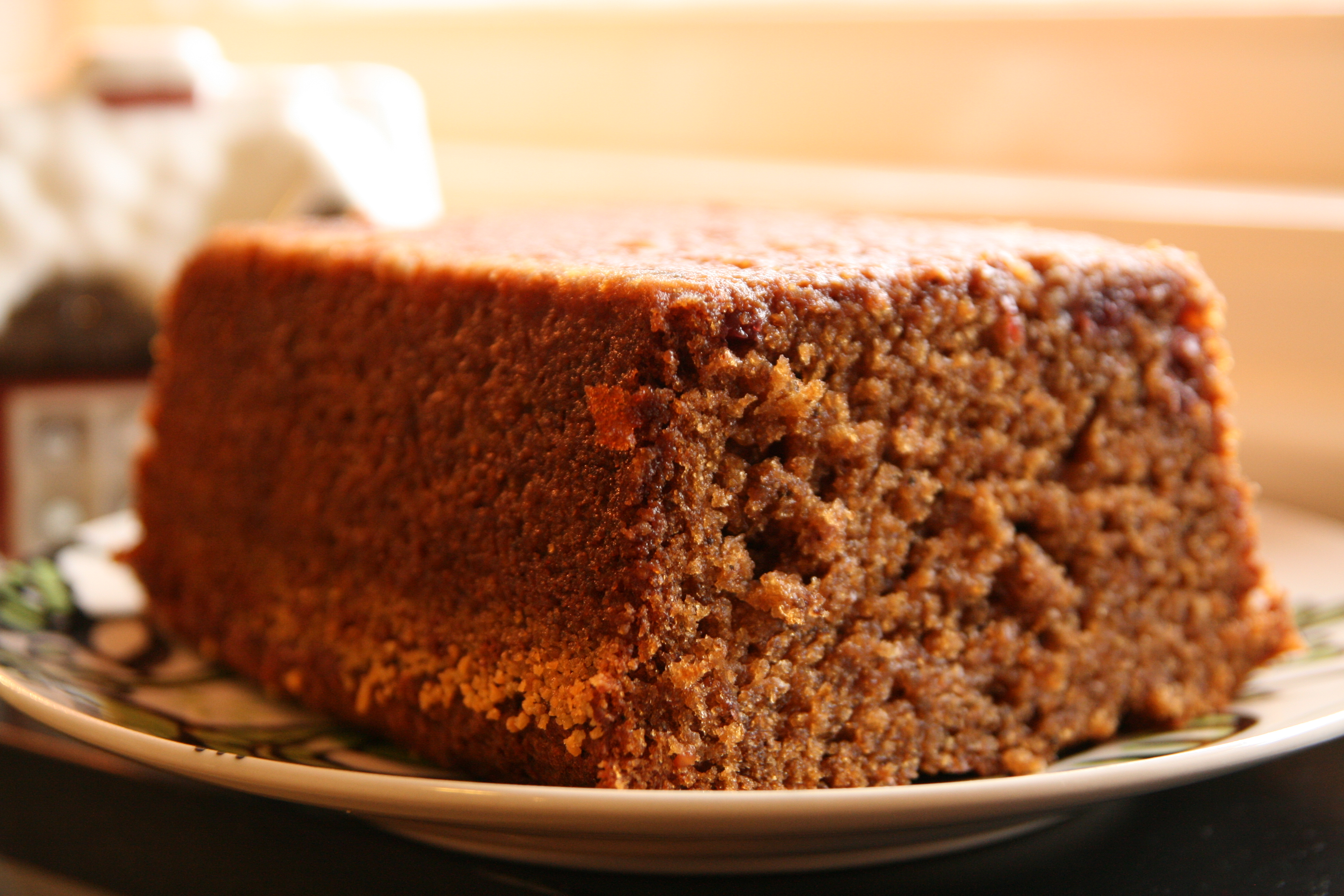
Mjuk pepparkaka med lingon.

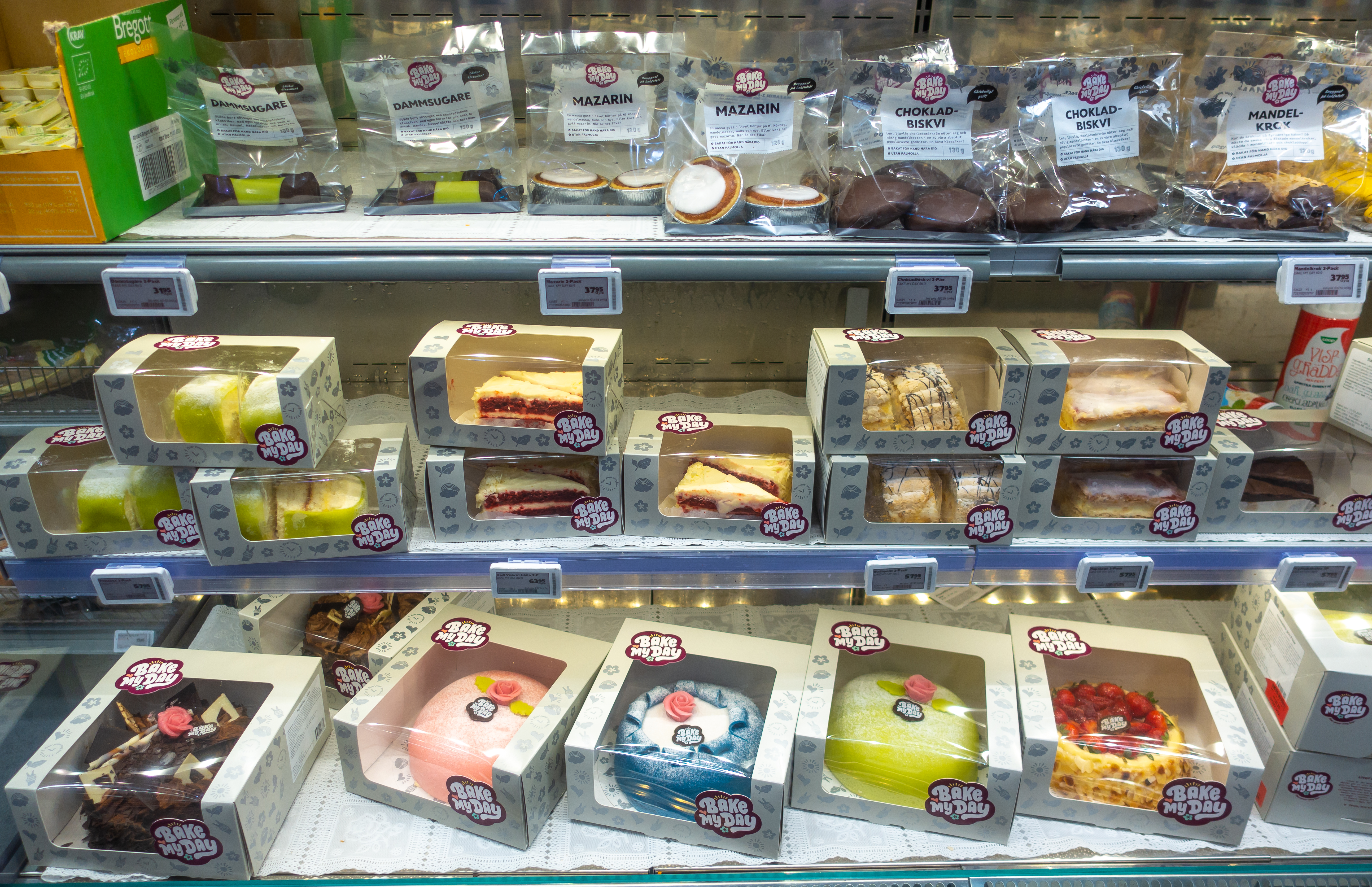
Tårtor, bakelser och kakor i livsmedelsbutik i Stockholm.

Bakverk kallas främst de söta bageriprodukterna inom bakning. 
Ett bakverk innehåller vanligen mjöl och kan varieras med olika typer av ingredienser för jäsning, men också med ingredienser som ägg, mjölk, matfett (smör eller margarin).
I Sverige är det vanligt att inta någon typ av bakverk i samband med en fika eller på ett kafferep. Vanliga drycker som tillbehör är kaffe och te. En populär receptbok i Sverige är boken Sju sorters kakor som gavs ut första gången 1945 och som fortfarande ges ut med jämna mellanrum.

## Bakverkets historia
Traditionen att baka söta bakverk går att spåra ända till forntidens Egypten, en konst som sedan förfinades i antikens Grekland och i det efterföljande romarriket. Efter romarrikets fall fortsatte konsten utvecklas i Italien, smördegen uppfanns bland annat där under 1600-talet. Yrket sockerbagare dök upp i Sverige i slutet av medeltiden. Under 1700-talet ökade antalet sockerbagare, främst genom invandring från Schweiz, Italien och Frankrike. Till en början såldes bakverken via städernas apotek och de vanligaste bakverken var mandelspån, torra maränger, mandeltårtor – men också sylt, glass och konfekt.
Under 1800-talet påverkades även sockerbagarna av den framväxande industrialismen. Det kom ett antal maskinella hjälpmedel såsom degblandare och nya sorters ugnar. Denna utveckling har fortsatt. 

## Ingredienser
Det finns olika sätt att söta sin deg eller smet, några vanliga ingredienser är strösocker, florsocker, sirap och farin. För smaksättning används bland annat kardemumma, nejlikor, kakao, mandel, pistasch, saffran, kanel, ingefära. En del bakverk kan även smaksättas med spritsorter som arrak och punsch. När det gäller dekoration av bakverken finns det flera olika ingredienser att välja mellan såsom vispad grädde, marsipan, strössel, syltade apelsinskal och flagad mandel. Det går även att dekorera med glasyr av florsocker. En del bakverk har även någon typ av fyllning såsom sylt, vaniljkräm eller smörkräm.

## Olika typer av bakverk

### Vetebröd
Att baka vetebröd sägs härstamma från 1800-talet då även kaffet fick sitt stora genomslag i Sverige. En vetebrödsdeg innehåller mjöl, matfett, jäst, salt, socker, ägg och kardemumma. Denna deg kan sen bakas ut till olika bakverk, där det går att variera fyllningen. En vanlig fyllning är den som används till kanelbullar: matfett, socker och kanel. 
Exempel på bakverk gjorda på vetebrödsdeg: mandelsnoddar, veteknutar, flätade längder, butterkaka. 
Både saffransbröd och semlor bakas med vetebrödsdegen som grund. 
Det går även att göra vetedeg med bakpulver som ingrediens för jäsning. 

### Wienerbröd
Att baka en wienerdeg innebär att skivor av matfett i degen kavlas in och bildar skikt som vid gräddning gör bakverket frasigt. Wienerdegen används till exempelvis till wienerbröd, kammar och spandauer. Vanliga fyllningar är vaniljkräm och mandelmassa.

### Mjuka kakor
En vanlig mjuk kaka är sockerkaka. Den innehåller ägg, socker, mjöl, matfett och bakpulver. Den går att smaksätta med olika ingredienser såsom apelsinskal, citronskal, kakao, saffran, kokos, kaffe, smält choklad. Vanliga garnityr är glasyr av florsocker och mandel. Exempel på mjuka kakor: mosskaka, kronans kaka, toscakaka, tigerkaka, mjuk pepparkaka och kärleksmums. En mjuk kaka som innehåller smält choklad är kladdkaka.

### Muffins
Muffins bakas på liknande smet som sockerkaka och den amerikanska versionen kallad cupcakes har blivit populär i Sverige. Den är alltid dekorerad och vanlig garnityr är glasyr, strössel eller godisfluff. 

### Rulltårta
Ingredienserna till rulltårta är ägg, socker, vetemjöl, bakpulver och mjölk. Det går att smaksätta smeten med kakao. Smeten gräddas utbredd i en långpanna. Det färdiggräddade läggs på ett stort papper. Någon typ av fyllning läggs på. Vanlig fyllning är sylt eller äppelmos. Vid rullningen är papperet till hjälp.

### Mördeg
En mördeg innehåller mjöl, socker och matfett. Degen utgör grunden i många kända, svenska småkakor såsom brysselkex, jitterbuggare, bondkaka, chokladsnitt och finska pinnar. Små kakor kan rullas och skäras, spritsas och pressas ut genom en form. En del sorter, till exempel drömmar, innehåller även hjorthornssalt.

### Bakelser

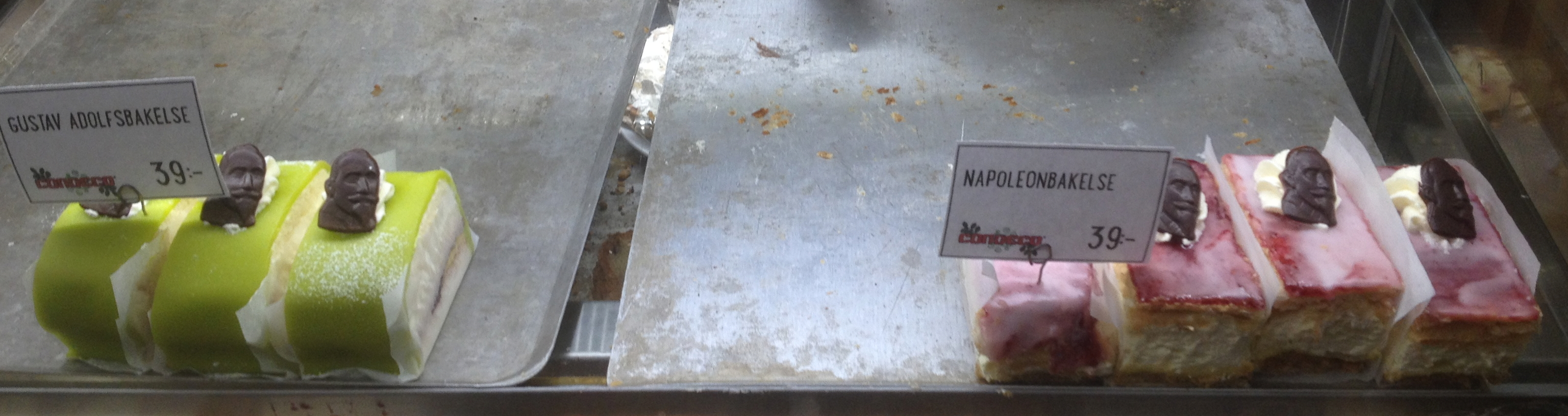
Gustav Adolfsbakelse och Napoleonbakelse kombineras ibland.

En bakelse består ofta av en sockerkaksbotten som fylls och garneras med olika typer av ingredienser. Dessa kan inkludera vispad grädde, sylt, vaniljkräm och/eller maräng.
Flera bakelser har etablerats för att hylla olika kungligheter såsom Estelle-bakelsen och Gustav Adolfsbakelse. Andra bakelser är Budapestbakelse och Napoleonbakelse. Gustaf Adolfsbakelsen och Napoleonbakelsen förknippas båda två med dagar i november (6/11 respektive 17/11), och på konditorier kombineras de ibland i samma skyltning. Genom att Napoleonbakelsen inte har namn efter en kunglighet kan i sådana fall Gustaf II Adolf synas på båda bakverken.

### Tårtor
En tårta är ett större bakverk för fler än en person som ofta innehåller en sockerkaksbotten eller marängbotten med någon typ av fyllning och garnityr. Exempel på tårtor är Prinsesstårta, Operatårta, Schwarzwaldtårta, Frukttårta och Japantårta.  

### Bakverk för allergiker
Det finns även bakverk för de som ej tål gluten, laktos, socker eller ägg. Ett glutenfritt bakverk som blivit vanligt under sent 00-tal är makroner som bakas av mandelmjöl. Socker går även att ersätta med stevia eller sötningsmedel.  

## Bakverk vid högtider
Många bakverk är förknippade med högtider, födelsedagar, namnsdagar, påsk och jul. Sen en tid tillbaka kombineras det även med ett antal temadagar som olika aktörer utlyst.

### Exempel ur den svenska kalendern
- Fettisdagen (februari/mars) - semla eller hetvägg om den äts med varm mjölk.
- 5 februari - Runebergsdagen serveras Runebergstårta till den finska nationalskaldens, den finlandssvenske författaren Johan Ludvig Runebergs ära.
- Första torsdagen i mars - "Fössta tossdan i mass", småländsk högtidsdag då "massipantåta" (ofta Prinsesstårta) ätes.
- 15 mars - Kristofferdagen serveras Polhemsbakelse, sedan 2008.
- 25 mars - Jungfru Marie bebådelsedag kallas även vårfrudagen, vilket i en folketymologisk förvrängning blivit våffeldagen då man äter våfflor.
- 10 april - Bulle med bulle-dagen
- 1 maj - Budapestbakelsens dag.
- Andra onsdagen i maj - Syltkakans dag.
- 6 juni - Nationaldagsbakelse.
- Sista veckan i september - År 2005 instiftade organisationen Sveriges bagare & konditorer "Prinsesstårtans vecka" sista veckan i september.
- Första söndagen i oktober - Gräddtårtans dag.
- 4 oktober - Kanelbullens dag firas sedan 1999, instiftat av Hembakningsrådet.
- 14 oktober - Räkmackans dag firas sedan 2010.
- 20 oktober – Finska pinnens dag.
- 24 oktober - FN-dagen firas i Sverige sedan 2005 med en särskild FN-bakelse.[4]
- 6 november - Gustav Adolfsbakelse, sedan 1909.
- 7 november - Kladdkakans dag.
- 10 november - Av tradition äter man skånsk 'eblakaga' som efterrätt på Mårtensafton.
- 13 november - Smörgåstårtans dag, sedan 2012. Postmodern tradition med ursprung i Jämtland.
- 14 november - Ostkakans dag, sedan 2004.
- 9 december - Anna-dagen bakas pepparkakor inför julen.
- 13 december - Lussekatt äts på Lucia och resten av december.

### Webbkällor
- Temadagar, senast besökt 2014-11-08
- Bakfnatt, senast besökt 2014-11-08
- Bakkemi, senast besökt 2014-11-08
- Kulturdelen:  "Kafferepet trugandes värdskap" (2011), senast läst 2014-11-08
- Kak och bakhistoriska bloggen, senast besökt 2014-11-09
- Sprängkraften i en cupcake , senast besökt 2014-11-09